# Église Saint-Martin de Cliron
L'église Saint-Martin est une église fortifiée située à Cliron, en France.

## Description

### Extérieur
L'édifice est construit en pierres jaunes. Une tour-porche, percée de canonnières et comportant plusieurs salles à différents étages, s'ouvre au nord par un portail. La tour permettait d'accéder aux combles qui servaient de refuge. Tout le tour de l'église est percé à hauteur d'homme de canonnières. Une bretèche, dont il subsiste quelques vestiges, protégeait une des fenêtres.
L'église a été rénovée en 2008, avec des travaux menés sur les couvertures, la charpente et les maçonneries. Un point d’orgue a été apporté à  cette restauration avec l’inauguration des vitraux réalisés par le maître verrier, Bruno Pigeon.

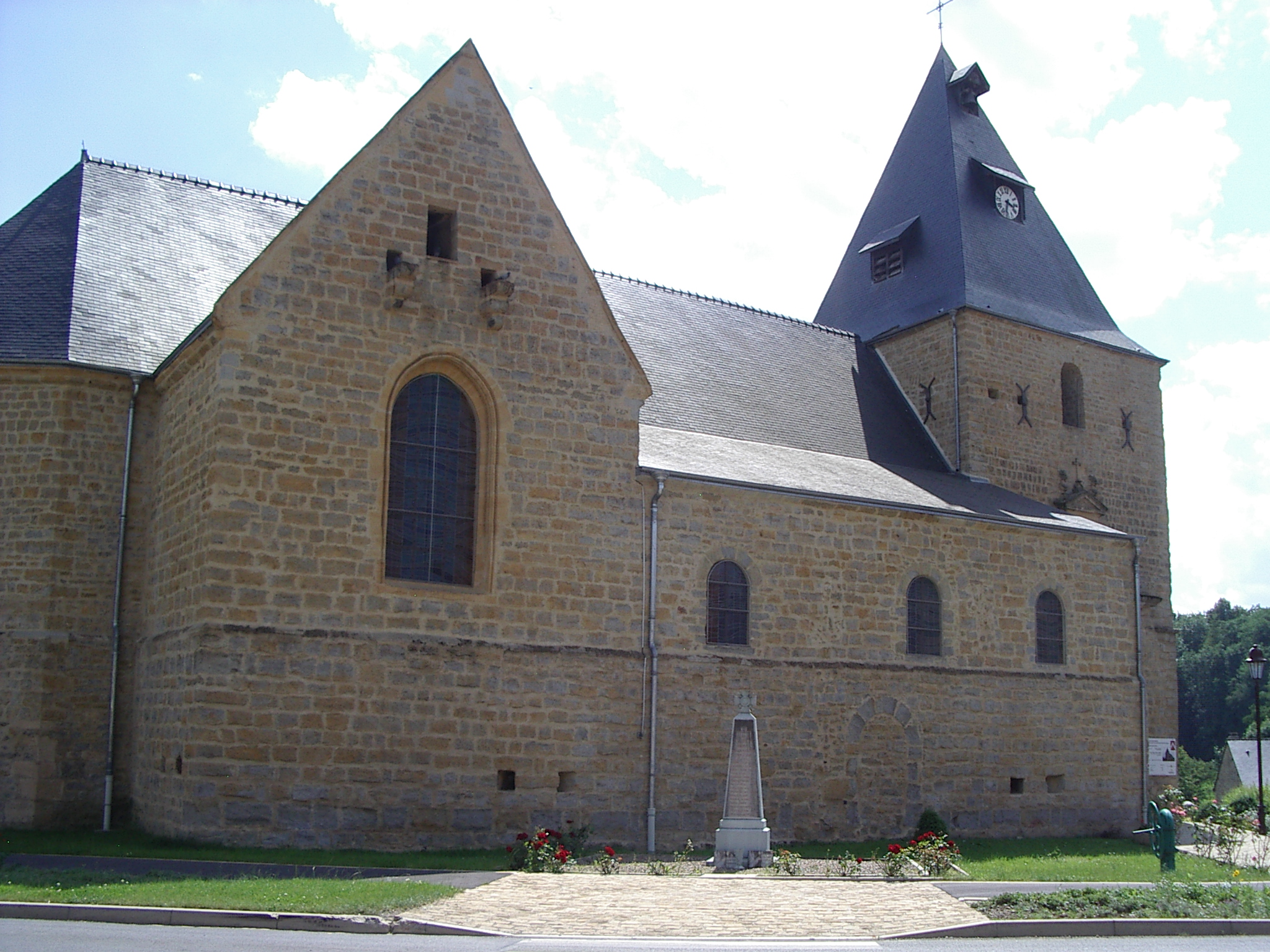
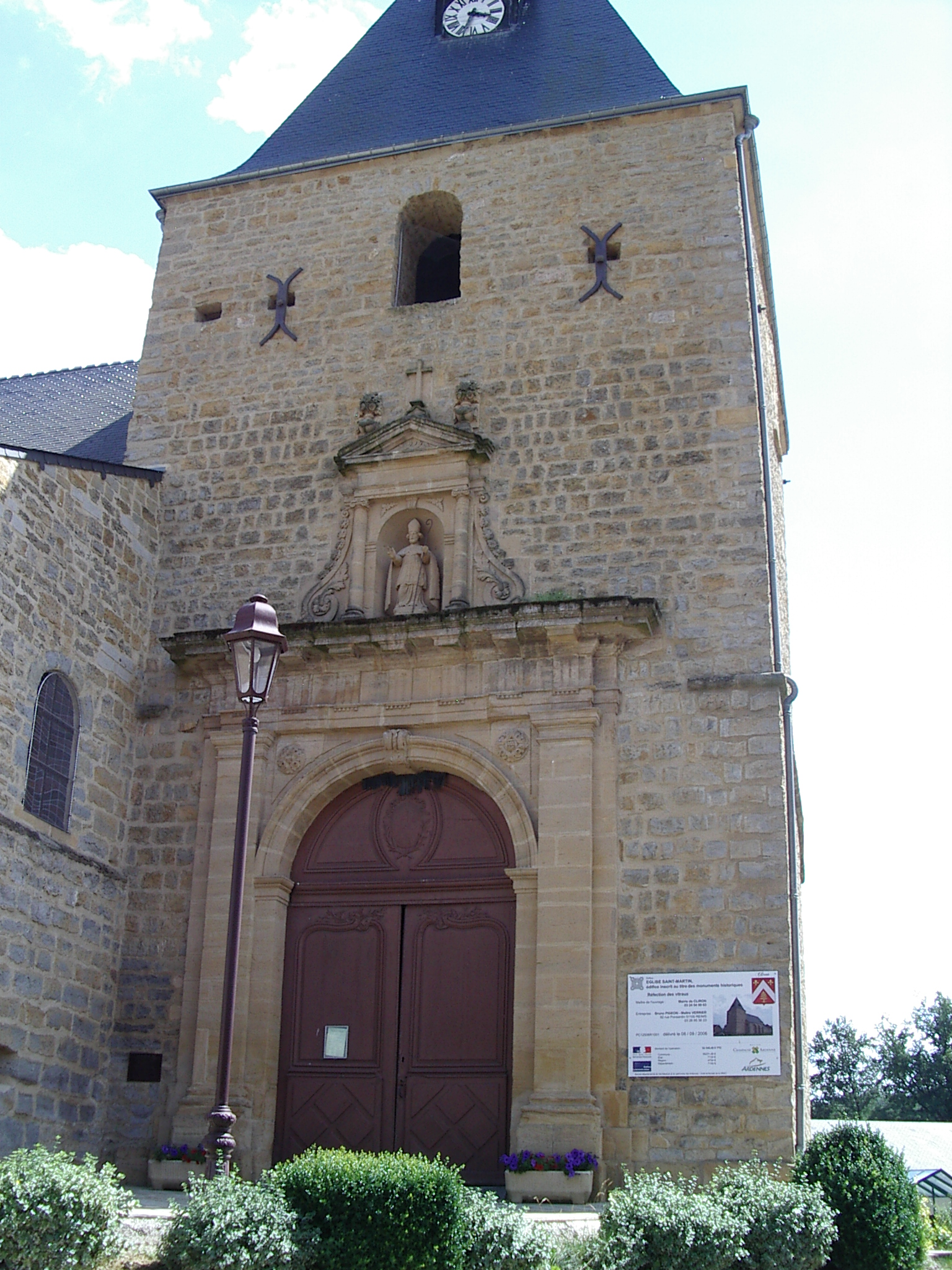
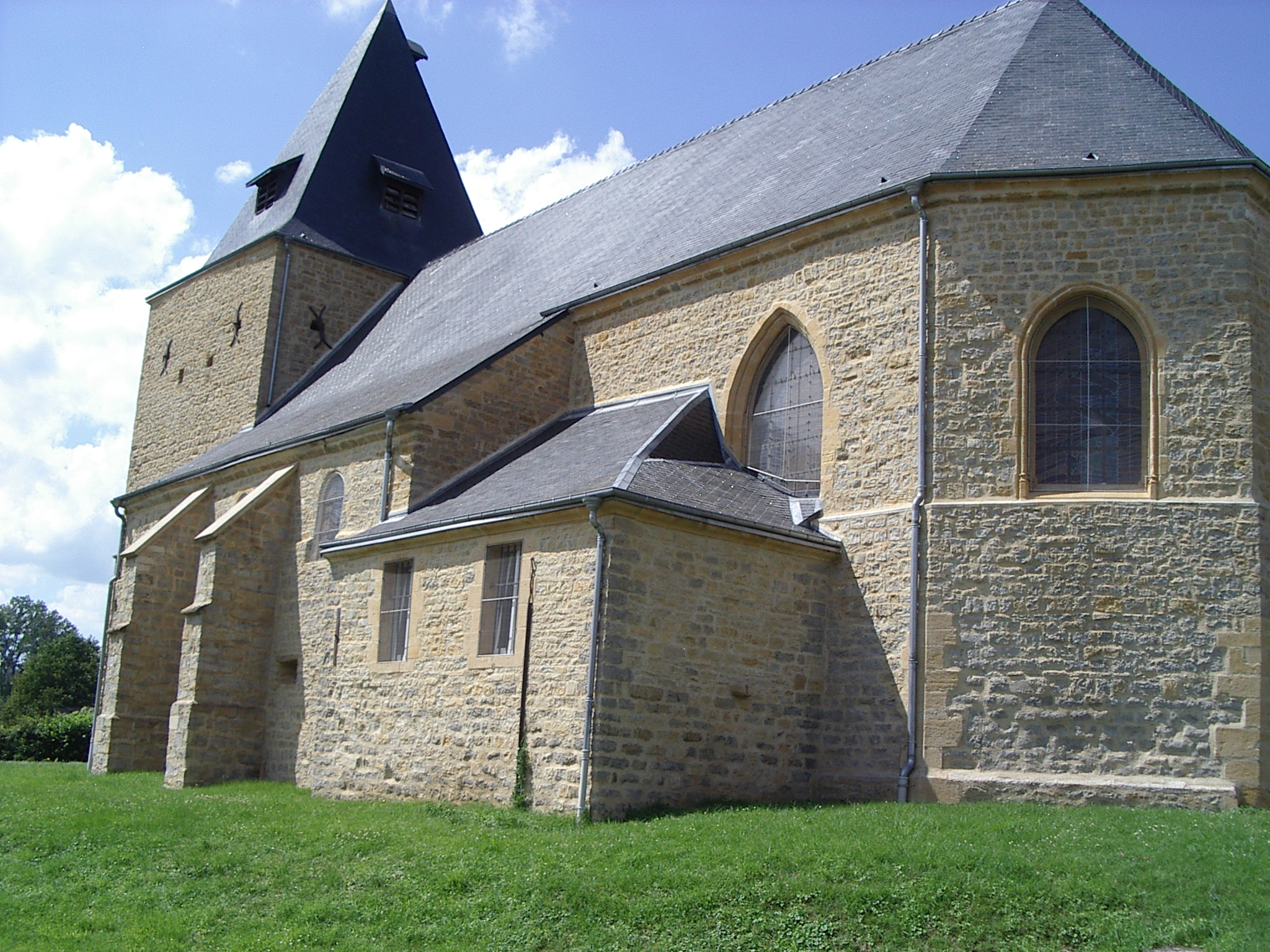

### Intérieur
L'intérieur comporte une nef composée de 4 travées voûtée d'ogives. Une clé de voûte pendante, dans la troisième travée porte en inscription le nom de plusieurs curés. Le chœur est orné de boiseries.
Les fonts baptismaux en marbre noir datent de 1564.La cloche est datée de 1358.

## Localisation
L'église est située sur la commune de Cliron, au bord de la route nationale 43, dans le département français des Ardennes.

## Historique
L'église Saint-Martin a été reconstruite au XVIe siècle (vers 1547) sur les vestiges d'un précédent édifice et seules les troisième et quatrième travées sont du XVIIe siècle.
De l'église primitive, il ne reste que quelques fenêtres ogivales et probablement la cloche datée de 1358.
Cette église a été assiégée en 1643 et 1653 par les Espagnols lors des deux batailles de Rocroi.
Le clocher à meurtrières conservait la plus ancienne cloche du département (1355) prélevée par les Allemands en 1917.
L'édifice est inscrit au titre des monuments historiques en 1927.